# 池田愛 (1995年生)
池田 愛（いけだ あい、1995年2月4日 - ）は、日本の女優、タレント。
神奈川県横浜市出身。

## 来歴
2011年、映画『ももいろそらを』にて初主演でスクリーンデビューを果たす。同作品は、第24回東京国際映画祭で「日本映画・ある視点部門」最優秀作品賞を受賞のほか、2012サンダンス映画祭に唯一の日本映画として「ワールドシネマ・ドラマティック・コンペティション」部門に出品された。2012年以降、学業専念のため芸能活動を停止していたが、2014年 2月1日、カリタス女子短期大学で行われた「ももいろそらを」上映会にて芸能活動を再開した。2014年2月13日、開催された毎日映画コンクールにて新人賞にノミネートされる。

## 出演

### 映画
- ももいろそらを（2011年、マイケルギオン） - 主演・川島いづみ 役
- おくれ咲き（2018年、Chocolate Box） - 大戸寛子（カンコ）役
- でくの空（2022年、Chocolate Box）-　峠　守花 役

### テレビドラマ
- 小公女セイラ（2009年、TBS） - 熊谷綾 役
- マルモのおきて 第1話（2011年、フジテレビ） - 遠藤礼奈 役

### CM
- 広島ガス（2009年3月 - ）
- すき家 「うな牛 丑の日」編（2016年7月 - ）
- 第一三共ヘルスケア 「AGシリーズ」アレルカット（2017年2月 - ）
- カスタマーリングス「顧客を実感するマーケティングツール」※タクシー内広告（2020年４月 ‐ ）
- パラマウントベッド　CEATEC 2020 ONLINE 「Active Sleep コンセプトムービー「少し先の未来へ」(2020年10月 - ）
- メイベリン ニューヨーク 自分の眉色、見つかる！大人気ふんわりアイブロウ WebCM ナレーター

### MV
- からくりピエロ　（2015年、40mp）[5]
- コタクラ「ごめんね」  （2015年、10月）

### ショートムービー
- Ｗケータイ・ナオキの事情　 (2015年6月制作) -  2016年12月24日公開  - 佐藤あこ 役[6]
- 『ラブ・コネクト』（2018年11月制作）NETGEAR「Orbi」ブランディング映画  - ミコ 役
- 『Vtuber 渚』（2019年制作）～NETGEAR Japan Presents～  - のぞみ先生 役

### Ｖシネマ
- YOKOHAMA BLACK 3・4（2017年）- 黒川綾香 役

### ラジオ
- MAGICAL SNOWLAND[7]  2019年10月5日（土）‐  2020年３月28日（土）　スノーレポーター

### 舞台
- 愛しのドラム〜ザ・フルーツ2〜  (2017年9月8日 - 9月18日、赤坂レッドシアター)  - 伊藤ぺぺ子 役
- モノクロな姉（2018年5月30日 - 6月4日、シアターブラッツ）- 佐々木美穂 役[8]
- あたしをくらえ。（2018年10月17日 - 10月21日、新宿村LIVE） - ◆team Bウィルス（ベジタリアン）はぎたにカメラマン役[9]
- 「熊谷真実一座旗揚げ公演」日本香堂ご愛用者謝恩観劇ご招待キャンペーン （2019年5月5日 - 5月27日）
- 劇団たいしゅう小説家present`s 「ＫＡＰＰＮＮ・・～ありがとう・ごめんなさい～・・」(2019年8月21日 - 8月25日 @萬劇場） - すず（リン）役
- Letter-Re-start（2020年9月3日 - 9月6日 ＠中目黒ウッディシアター） - 谷山静・上田静江 役
- 全員ピンクレンジャー!?（2021年3月20日 - 3月28日 ＠スタジオFREE-(S)-TYLE） - 桜野咲子 役（メディカルレンジャーナースピンク）